# Sophonisba Breckinridge
Pour les articles homonymes, voir Breckinridge.
Sophonisba Preston Breckinridge (née le 1er avril 1866 à Lexington dans le Kentucky - morte le 30 juillet 1948 à Chicago) est une militante américaine, réformatrice sociale de l'Ère progressiste, chercheuse en sciences sociales et une innovatrice dans l'enseignement supérieur. Elle a été la première femme à décrocher un doctorat en sciences politiques et en économie. Le président Roosevelt l'envoya en 1933 en tant que déléguée à la 7e Conférence panaméricaine, en Uruguay - faisant d'elle la première femme à représenter le gouvernement des États-Unis lors d'une conférence internationale. Elle a dirigé le processus de création de la discipline professionnelle et du diplôme académiques de travail social.

## Famille
Née à Lexington, dans le Kentucky, Sophonisba "Nisba" Preston Breckinridge est membre d'une élite politiquement active et socialement éminente du Kentucky, les familles Desha et Breckinridge (en). Elle est la deuxième des sept enfants d'Issa Desha Breckinridge, la seconde épouse du Colonel William C.P. Breckinridge (en), membre du Congrès du Kentucky, éditeur et avocat. Son grand-père paternel est le ministre abolitionniste Robert Jefferson Breckinridge (en) ; son grand-père maternel est le Général Joseph Desha, élu à la Chambre des représentants des États-Unis et neuvième gouverneur du Kentucky. Son arrière-grand-père est John Breckinridge, qui fut Procureur général des États-Unis. Son cousin, John C. Breckinridge, fut vice-président des États-Unis sous la présidence de James Buchanan et fut candidat face à Abraham Lincoln à l'élection présidentielle américaine de 1860. À 14 ans, elle entre au Kentucky Agricultural & Mechanical College (la future Université du Kentucky) quand il ouvre aux femmes en 1880. Elle n'est pas autorisée à passer des diplômes mais elle y étudie durant quatre années.

## Enfance et éducation
Breckenridge est diplômée du Wellesley College en 1888 et travaille pendant deux ans comme professeure de mathématiques en lycée à Washington, D.C.. Elle voyage en Europe durant les deux années suivantes puis retourne à Lexington en 1892 quand sa mère décède soudainement. Elle étudie le système juridique dans l'étude de son père et en 1895 elle devient la première femme à être admise au barreau du Kentucky.
Comme Breckinridge voyait peu de clients engager une femme avocate, elle quitte le Kentucky pour devenir secrétaire de Marion Talbot, la doyenne des étudiantes à l'université de Chicago. Elle s'inscrit comme étudiante et obtient un mastère en 1897, puis un doctorat en science politique et en sciences économiques en 1901 de l'université de Chicago. Sa thèse de mastère portait sur « The Administration of Justice in Kentucky » et sa thèse de doctorat sur « Legal Tender: A Study in English and American Monetary History ». Entre-temps, elle est nommée en 1902 dean of women adjointe de l'université, et l'année suivante elle est embauchée comme instructrice. En 1904, elle devient la première femme à être diplômée de l'University of Chicago Law School. « My record there was not distinguished », écrit-elle plus tard dans son autobiographie, « but the faculty and students were kind, and the fact that the law school, like the rest of the University...accepted men and women students on equal terms publicly ». Elle devient également la première femme à être admise au sein de l'Order of the Coif (en), une société savante juridique honoraire. Un journaliste de Paris (Kentucky) annonce sa réussite et s'enthousiasme sur le fait que Breckinridge « est considéree comme l'une des femmes les plus brillantes du Sud ».

## Chercheuse en sciences sociales
En tant que chercheuse en sciences sociales, enseignant et menant des recherches à l'Université de Chicago, Breckinridge s'est focalisée sur l'intersection des problèmes sociaux, des politiques publiques et des réformes sociales, avec un accent sur les immigrants, les Afro-Américains, les enfants travailleurs et les travailleuses des centres urbains américains, parmi d'autres problèmes. Depuis le début, elle a adopté une approche militante et s'est impliquée avec la Women's Trade Union League (WTUL), servant en tant qu'inspectrice d'usine.
En 1907, elle rejoint le projet Hull House et commence à travailler sérieusement avec les dirigeants du centre d'œuvres sociales de Chicago, Jane Addams, Mary McDowell et Margaret Dreier Robins sur des questions telles que la formation professionnelle, le logement, la délinquance juvénile et l'absentéisme scolaire. Breckinridge collabore également avec Julia Lathrop, diplômée de Vassar College et réformatrice sociale, et le ministre d'évangile social Graham Taylor (theologian) (en), l'un des fondateurs du Settlement movement Chicago Commons, afin de créer la Chicago School of Civics and Philanthropy, dont elle devient la première doyenne. En 1920, Breckinridge et Lathrop parviennent à convaincre le Conseil d'administration de l'École de fusionner au sein l'Université de Chicago, formant ainsi la Graduate School of Social Service Administration. En 1927, la faculté de cette nouvelle unité d'enseignement crée la revue scientifique Social Service Review (en) qui reste le premier journal dans le champ du travail social. Breckinridge et Edith Abbott sont les rédacteurs fondateurs, et Breckinridge travaille à sa publication, chaque année, jusqu'à sa mort en 1948.
En 1909, Breckenridge devient professeure adjointe d'économie sociale, et plus de dix ans plus tard, en 1920, elle a finalement convaincu ses collègues masculins de ses aptitudes à la recherche et gagné son mandat en tant que professeure associée à l'Université de Chicago. De 1923 à 1929, elle est également la doyenne du College of Arts, Literature and Science. Elle a obtenu la chaire de professeur en 1925, et en 1929, elle a servi en tant que doyenne des étudiants en service social pré-professionnel et titulaire de la chaire "Samuel Deutsch" de professeur d'administration en santé publique jusqu'à son départ en retraite de la faculté en 1933.

## Travaux importants

### The Delinquent Child and the Home(1912)
The Delinquent Child and the Home est l'un des premiers livres de Breckinridge. Il a été publié en 1912 et s'intéresse spécifiquement à la criminalité, ses conséquences et aux casiers judiciaires des enfants à Chicago. Il comporte onze chapitres qui expliquent l'étude et les résultats escomptés des enfants qui vivent dans des contextes différents dans la ville. Parmi les chapitres notables figurent le premier chapitre, « Discretion of the Inquiry ». Ce chapitre traite des enfants qui ont été accusés de crimes, comment l'unité familiale a un impact sur cette situation, et la façon dont le tribunal a besoin d'effectuer des ajustements dans son système lorsque l'on travaille avec des mineurs.
« The Child of the Immigrant: The Problem of Adjustment » examine l'impact des enfants qui grandissent dans des enclaves ethniques à Chicago au début des années 1900. Sophonisba fait allusion à des exemples de jeunes gens cherchant à s'adapter à la vie aux États-Unis ou la manière dont ils comprennent ce que signifie vivre en Amérique, tout en vivant une vie de nature différente dans un lieu qui les lie à leurs racines ou aux cultures de leurs parents. « The Poor Child: The Problem of Poverty » parle de la façon dont la pauvreté est souvent la raison de la délinquance juvénile. Breckinridge dit que c'est généralement parce qu'ils sont impliqués dans des activités (illégales) pour survivre, pour aider leurs familles, ou n'ont pas d'école où aller, qu'on pourrait aider à réduire l'activité délinquante. « The Child Without Play: The Problem of Neighborhood », se réfère spécifiquement à la partie occidentale de Chicago au début des années 1900 et explique comment des quartiers denses sont souvent l'endroit où la plupart des crimes se produit chez les enfants en raison de l'absence de parcs et d'espace pour que les enfants se déplacent librement. Dans « The Child from the Comfortable Home: The Problem of the Unmanageable », Breckinridge parle dans la dernière partie de son livre comment il pourrait y avoir des problèmes sous-jacents à la croissance. Bien que la plupart de ces enfants soient issus de bonnes familles et vivent sous une certaine autorité, parfois, ils sont envoyés dans des pensionnats où ils pourront être plus disciplinés. Breckinridge souligne l'opposition de classes dans ce chapitre en expliquant comment les enfants issus de familles de statut social plus élevé sont placés dans un pensionnat, tandis que les enfants issus de familles de classes sociales inférieures sont généralement confrontés au tribunal ou placés dans une institution mandatée par l'état.

### The Modern Household, (1912)
Écrit en 1912, The Modern Household analyse les stéréotypes du rôle de la femme dans les sphères domestique et sociale. Pour ces femmes qui ont travaillé, Breckinridge et Talbot ont pointé qu'elles finissent par avoir des obligations doublées car elles ont aussi à s'occuper de la maison. L'épouse doit également maintenir un certain style de tenue de maison qui indique un mode de vie plus aisé. Il est présumé que chaque maison compte, au moins, une femme de ménage et plusieurs enfants. Talbot et Breckinridge incorporent les angles juridiques, les perspectives économiques et les rôles sociaux. Ce livre propose un focus sur les plus petits détails, comme la préparation des aliments, ainsi que la couverture de questions plus vastes comme les revenus de la maison. Les auteures font remarquer combien le monde est déjà en train de changer avec l'arrivée de la technologie. À la fin de chaque chapitre, une liste de questions est destinée à faire réfléchir le lecteur. Le langage utilisé dans The Modern Household est plus formel, mais très clair.

### New Homes for Old(1921)
Dans son livre New Homes for Old, publié en 1921, Breckinridge traite de divers aspects de l'expérience de l'immigrant lorsqu'il part aux États-Unis. Elle commence par l'adaptation que ces immigrants doivent subir, à leur arrivée et les procédures pour trouver un nouveau foyer dans un endroit inconnu. Breckinridge passe ensuite à une analyse des relations au sein de la famille immigrée, en détaillant les situations de travail, les structures familiales et certaines conditions de vie. Dans la section suivante, elle s'intéresse à l'entretien de la maison, en se concentrant sur les responsabilités de la femme dans la famille. Elle poursuit avec une explication des besoins financiers et des difficultés rencontrées par les immigrants, y compris les changes monétaires, les événements spéciaux, le régime de propriété, l'irrégularité des revenus, et l'achat d'articles comme les meubles et les vêtements. Vient ensuite une discussion sur la garde des enfants, traitant de questions telles que l'école, l'autorité parentale, et les relations avec le tribunal pour les mineurs. Les deux sections suivantes traitent des organisations et des institutions qui offrent et fournissent une aide aux immigrants. Tandis que certaines de ces organisations se concentrent sur des groupes d'immigrants, d'autres sont plus généralistes et fournissent à la fois du soutien et de la formation pour divers groupes d'immigrants. La dernière partie du livre traite de la nécessité qu'une agence de travail social s'implique pour ces familles d'immigrants qui ont été incapables de s'adapter correctement et sont confrontés à des difficultés.

### Marriage and the Civic Rights of Women: separate domicil and independent citizenship(1931)
Publié en 1931, le thème du Marriage and the Civic Rights of Women: separate domicil and independent citizenship est l'étude de l'effet des Cable Act (en) sur les femmes nées dans un autre pays qui, après être parties aux États-Unis, ont besoin de se préparer elles-mêmes à une citoyenneté indépendante. La première section propose une approche juridique du problème, concernant des questions telles que le domicile séparé (lieu de résidence) pour les femmes mariées, l'indépendance de leur citoyenneté, et des failles dans la législation sur la nationalité que les Cable Acts n'ont pas réussi à corriger. Est également débattue la situation des femmes nées dans d'autres pays et qui, par le mariage avec des citoyens américains, ont perdu leur nationalité d'origine, sans acquérir la citoyenneté américaine, débat accompagné d'une synthèse du mouvement visant à mettre en œuvre une Convention internationale traitant de ce sujet. Dans la deuxième section, une interprétation sociale de ces questions est établie, en présentant une étude de cas basée sur des entretiens avec un nombre considérable de femmes et quelques hommes vivant à Chicago. Cette étude de cas illustre l'attitude, les forces de motivation et les problèmes des femmes nées à l'extérieur des États-Unis et qui ont réussi à obtenir leurs papiers et sont devenues des citoyennes, celles qui ont essayé et ont échoué, et celles qui n'ont pas encore essayé.

### Women in the Twentieth Century; A Study of Their Political, Social and Economic Activities(1933)
Women in the Twentieth Century; A Study of Their Political, Social and Economic Activities a été publié en 1933. Breckinridge montre sa documentation minutieuse de la situation sociale et des climats culturels qui produisent divers groupes d'intérêt politique, social et économique. Elle a fourni la matière d'une façon claire et chronologique avec les estimations de la participation à des conférences, ainsi que les lettres de mission. Dès le début du texte, elle montre ses observations en réfléchissant sur l'environnement dans lequel elle a vécu à travers sa collecte de données. Breckinridge référence d'autres sociologues comme Edith Abbott dans sa bibliographie. Dans le « Chapitre II: Les années quatre-vingt dix - Introduction au nouveau Siècle », Breckinridge présente un compte rendu détaillé du début de l'entrée des femmes dans les clubs. Un exemple de la liste est la Fédération Générale des Clubs de Femmes, qui a été fondée en 1890. Ce groupe avait certaines exigences qui, à leur tour, ont restreint l'adhésion : « l'Article IV de la constitution adoptée stipule que les clubs demandant l'adhésion à la Fédération Générale doivent montrer qu'aucune politique sectaire ou politique n'est mise en oeuvre et que, bien que des mouvements clairement humanitaires puissent être reconnus, leur but premier n'est pas philanthropique ou technique, mais la culture sociale, littéraire, artistique ou scientifique. ». Les différentes formations de groupes commencent avec des groupes comme The National American Woman Suffrage Association et les Women's Christian Associations, mais au cours de la décennie, il y a aussi la National Society of the Daughters of the American Revolution, la National Association of Colored Women, et le National Congress of Mothers, toutes ont finalement évolué pour inclure des aspects professionnels : National Woman's Trade Union League, Quota International, the National Federation of Business et les Professional Women's Clubs. Elle met également l'accent sur le niveau macro avec « Le problème industriel tel qu'il affecte aussi les femmes et les enfants ». Ces changements créent une législation semblable à celle de la législation du travail. Par exemple, « aucun enfant de moins de 14 ans ne doit être employé dans un moulin, une usine, un atelier, un magasin, un bureau ou une buanderie, et aucun garçon de moins de 16 ans dans les mines » et des écoles sont exigées pour fournir l'éducation de la communauté. L'émergence de nouveaux groupes a continué de façon exponentielle et conduit à un changement sociétal dans la compréhension des rôles sociaux. Par conséquent, Breckinridge souligne que le marché du travail a changé parce que jusqu'à présent, la majorité des travailleurs étaient des hommes et leurs relations avaient des connotations différentes de celles avec des femmes mariées qui veulent travailler. Dans l'ensemble, Women in the Twentieth Century démontre la manière progressiste et minutieuse à travers laquelle elle voit le monde.

## Travaux supplémentaires
Breckinridge à largement publié sur la famille, le bien-être public, et les enfants:
- The Wage-earning Woman and the State: a reply to Miss Minnie Bronson (1910)[13]
- Papers presented at the conferences held during the Chicago Child Welfare Exhibit, The Child in the City (New York, Amo Press, 1970 - réimpression de l'édition de 1912)
- Truancy and Non-Attendance in the Chicago Schools: a study of the social aspects of the compulsory education and child labor legislation of Illinois (1917)
- Madeline McDowell Breckinridge: a Leader in the New South. Chicago, Illinois: University of Chicago Press, 1921.
- Family Welfare Work in the Metropolitan Community: selected case records (1924)
- Public Welfare Administration in the United States, select documents (1927)
- The Illinois adoption law and its administration (1928)
- The Family and the State, select documents (1934)
- The Ohio poor law and its administration ... and appendixes with selected decisions of the Ohio Supreme Court (1934)
- Public welfare administration, with special reference to the organization of state departments; outline and bibliography; supplementary to Public welfare administration in the United states: select documents (1934)*Social work and the courts; select statutes and judicial decisions (1934)
- The development of poor relief legislation in Kansas, by Grace A. Browning... and appendixes with court decisions edited by Sophonisba P. Breckinridge (1935)
- The Michigan poor law: its development and administration with special reference to state provision for medical care of the indigent / by Isabel Campbell Bruce and Edith Eickhoff, edited with an introductory note and selected court decisions by Sophonisba P. Breckinridge (1936)
- Indiana poor law; its development and administration, with special reference to the provisions of state care for the sick poor (1936)
- The Tenements of Chicago, 1908–1935 , New York, Arno Press, 1970; réimpression de l'édition de 1936)
- The illegitimate child in Illinois, by Dorothy Frances Puttee ... and Mary Ruth Colby ... edited by Sophonisba P. Breckinridge (1937)
- State administration of child welfare in Illinois (1937)
- The Illinois poor law and its administration (1939)
- The Stepfather in the Family (1940)

## Militantisme
Breckinridge a été active dans de nombreuses causes sociales et politiques, dont :
- Le droit de vote des femmes
- Les droits civiques des afro-américains : elle a aidé à fonder la NAACP, et présidé le sous-comité sur les Enfants de Couleur qui a fait partie du Département fédéral de la protection sociale[14]
- Les conditions de travail ; membre fondatrice de la branche de Chicago de la Women's Trade Union League
- L'immigration
- La protection de l'enfance et la réforme de la législation du travail
- Le Parti progressiste
- Le pacifisme

En 1907, quand Breckinridge a obtenu une nomination comme professeure à temps partiel au Department of Household Administration qui faisait partie du département de Sociologie de l'Université de Chicago, elle est devenue résidente de la Hull House. Elle a vécu à Hull House pendant ses vacances annuelles, ainsi que pendant qu'elle menait son enseignement et ses recherches à l'Université de Chicago. En collaboration avec sa collègue Edith Abbott, Breckinridge a aidé à fonder le centre d'œuvres sociales Wendell Phillips dans le West Side (au 2009 Walnut Street), où des travailleurs sociaux afro-américains sont formés. Il comporte une crèche, une division boy-scout, une division en particulier pour les femmes et les filles, un grand espace de réunion publique, et a servi de centre pour les 25 différents groupes de la communauté. Le centre d'œuvres sociales a été mis sous la surveillance de la Ligue Urbaine de Chicago en 1918.
Elle a servi comme vice-présidente de la National American Woman Suffrage Association en 1911. Lorsque les femmes de Chicago ont obtenu des droits de vote limités en 1913, Breckinridge s'est présentée au poste de conseiller municipal à Chicago sur un ticket Progressiste, toutefois sans succès.
En 1915, elle a participé à la délégation américaine qui a participé au Women's Peace Congress à La Haye (en). Elle y est une proche collaboratrice de Jane Addams, qui avait servi en tant que présidente du Congrès. Breckinridge parle devant la Commission des Affaires étrangères en janvier 1916, avec d'autres membres du Woman's Peace Party pour faire pression en faveur d'une résolution commune à mettre en place une « commission pour la paix durable ».

## Participation à des organisations
- American Association of Schools of Social Work (président en 1934)
- American Association of Social Workers, AASW (membre fondateur puis présidente de la branche de Chicago)
- American Political Science Association
- American Political Science Association
- American Sociological Society
- Hull House
- Illinois Child Labor Committee
- Illinois Citizens Political Action Committee
- Illinois Welfare Association
- Immigrant's Protective League (administrateur, puis secrétaire du conseil d'administration jusqu'en 1942)
- Joint Committee for Vocational Training (cofondatrice en 1911)
- League of Women Voters
- National American Woman Suffrage Association (vice-présidente en 1911)
- National Association for the Advancement of Colored People (membre fondateur de la branche de Chicago)
- Conférence nationale des Travailleurs Sociaux
- National Child Labor Committee
- National Consumers League
- National Probation Association
- National Urban League
- Phi Beta Kappa
- Vocational Supervision League
- Woman's City Club of Chicago (président fondateur)
- Woman's Peace Party (trésorière)
- Ligue internationale des femmes pour la paix et la liberté
- Women's Trade Union League

## Décès
Après son départ en retraite de la faculté de l'Université de Chicago, Breckinridge a continué à donner des cours de santé publique jusqu'en 1942. À Chicago, le 30 juillet 1948, Sophonisba Breckinridge est morte d'une perforation d'ulcère et d'artériosclérose, à l'âge de 82 ans. Elle est inhumée au cimetière de Lexington (Kentucky) dans le caveau familial.

## Hommages et reconnaissance
Breckinridge a été la première femme représentant les Etats-Unis à une conférence internationale de haut niveau,
la Convention de Montevideo en 1933.
En 1934, elle a été élue présidente de l'Association américaine des écoles de Travail Social, qui a ensuite évolué en Conseil sur la formation en Travail Social.
Breckinridge a reçu des diplômes honorifiques de l'Oberlin College en 1919, de l'Université du Kentucky en 1925, de l'Université Tulane en 1939, et de l'Université de Louisville en 1940.
L'Université de Chicago abrite actuellement les étudiants de premier cycle à Breckinridge House (en), nommée d'après Sophonisba Breckinridge, où les étudiants célèbrent le Sophie Day au début du printemps.
Breckinridge est aussi un personnage du roman de Sarah Schulman paru en 2009, The Mere Future.